# 1816 az irodalomban
Az 1816. év az irodalomban.

## Megjelent új művek
- Johann Wolfgang von Goethe Utazás Itáliában (Italienische Reise). Két rész, megjelent 1816–1817-ben.
- Benjamin Constant regénye: Adolphe.
- José Joaquín Fernández de Lizardi mexikói író regénye: El periquillo sarniento
- Walter Scott regényei:
  - The Antiquary
  - The Black Dwarf (A fekete törpe).
  - Old Mortality (Puritánok utódai)
- E. T. A. Hoffmann meséje: Nussknacker und Mausekönig (Diótörő és Egérkirály).

### Költészet
- George Byron:

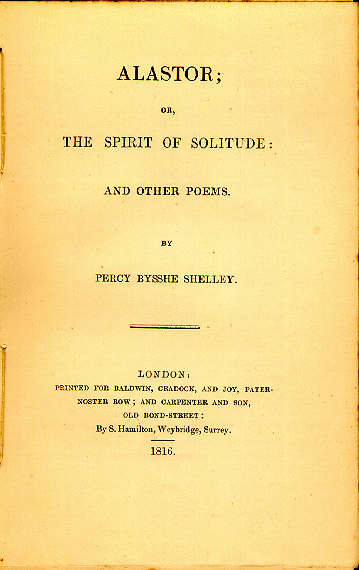
Alastor (1816)

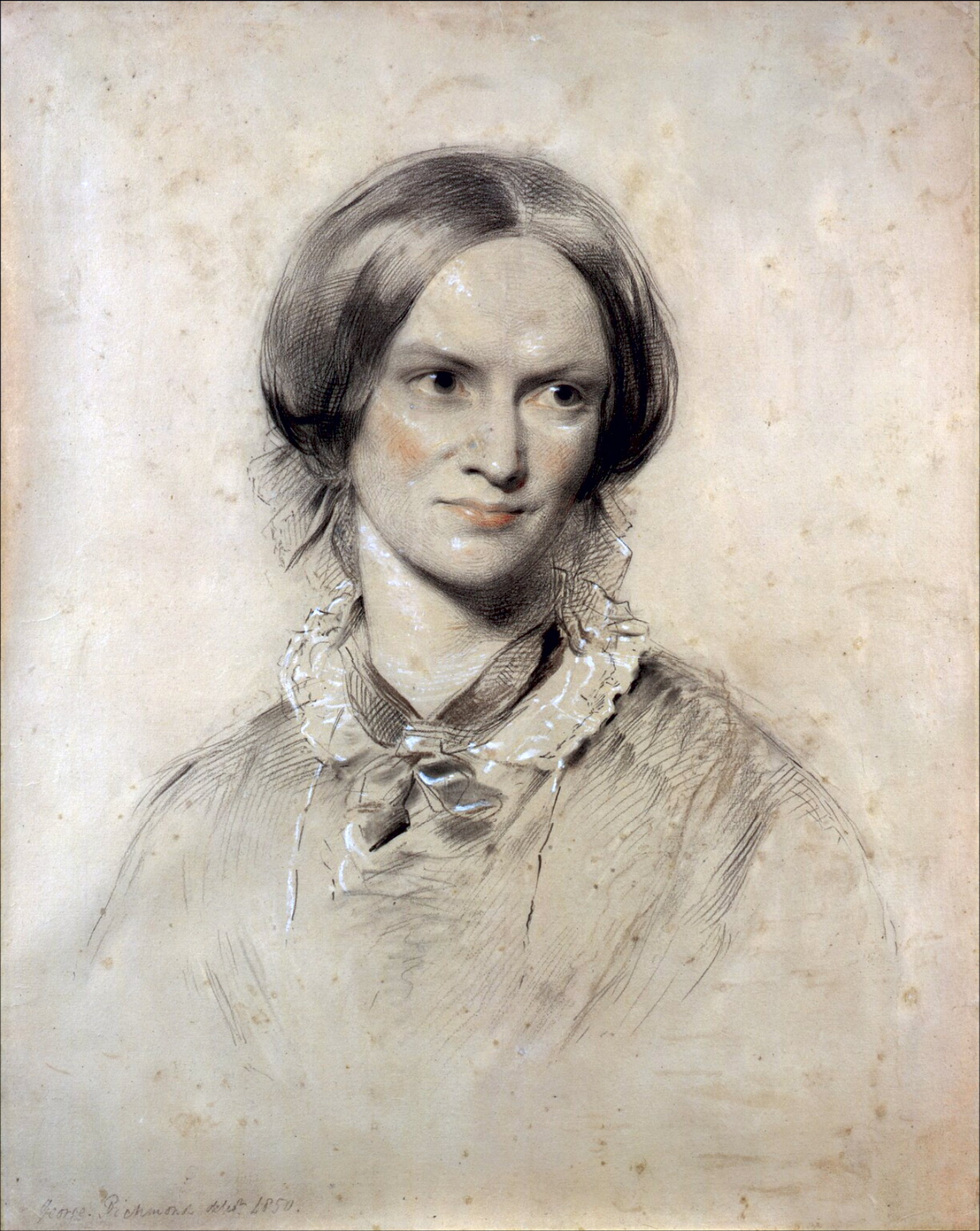
Charlotte Brontë

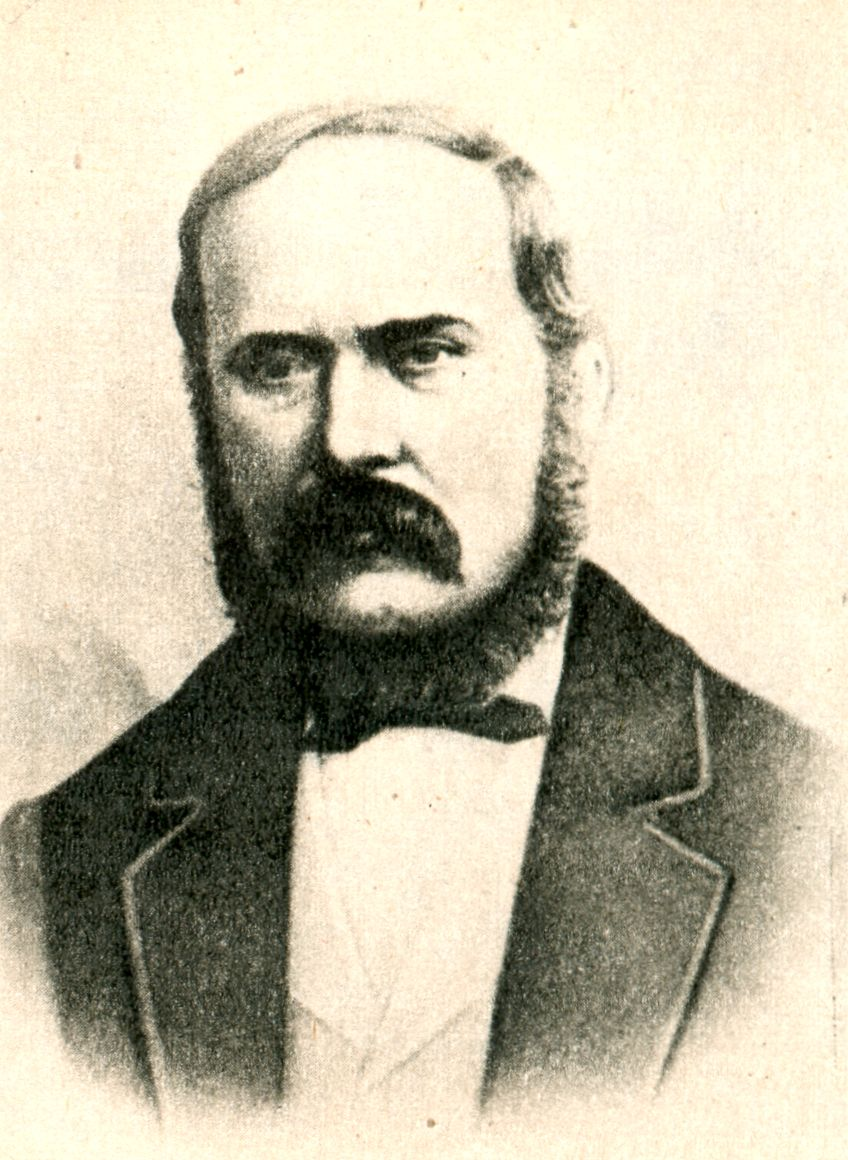
Andrei Mureșanu

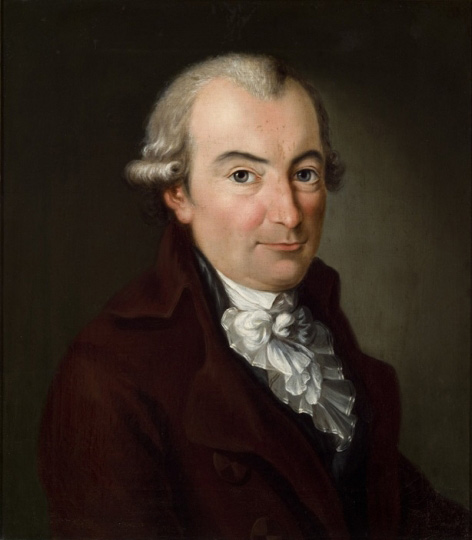
Johann Erich Biester

  - Childe Harold's Pilgrimage (Childe Harold zarándokútja), harmadik ének.
  - The Siege of Corinth
- Samuel Taylor Coleridge nagy költeménye: Kubla kán (Kubla Khan, or a Vision in a Dream.) 1797-ben készült.
- Percy Bysshe Shelley elbeszélő költeménye: Alastor, or The Spirit of Solitude
- Julian Ursyn Niemcewicz lengyel költő, tudós: Śpiewy historyczne (Történelmi dalok)
- Giacomo Leopardi olasz költő nagy költeménye: L'appressamento della morte (A halál közeledése)

### Dráma
- Samuel Taylor Coleridge: Zapolya.[1]
- Bernhard Severin Ingemann: Reinald Underbarnet.
- Charles Maturin angol regényíró Bertram című tragédiájának bemutatója.
- Johan Ludvig Heiberg dán költő, drámaíró komédiája: Julespøg og Nytårsløjer (Karácsonyi tréfa és újévi móka).[2]

## Születések
- február 12. – Sárosi Gyula magyar költő († 1861)
- április 21. – Charlotte Brontë angol regényíró, a Brontë nővérek egyike († 1855)
- november 16. – Andrei Mureșanu erdélyi román költő, egyik verse 1990-ben Románia himnusza lett († 1863)

## Halálozások
- február 20. – Johann Erich Biester német könyvtáros, publicista, esszéíró, a 17. század egyik felvilágosult gondolkodója (* 1749)
- július 7. – Richard Brinsley Sheridan ír drámaíró és politikus (* 1751)
- július 20. – Gavrila Romanovics Gyerzsavin orosz klasszicista lírikus, ódaköltő (* 1743)
- november 2. – Gheorghe Șincai román történész, nyelvész, költő, fordító, az Erdélyi iskola nevű mozgalom képviselője  (* 1754)